# Torre Gironella

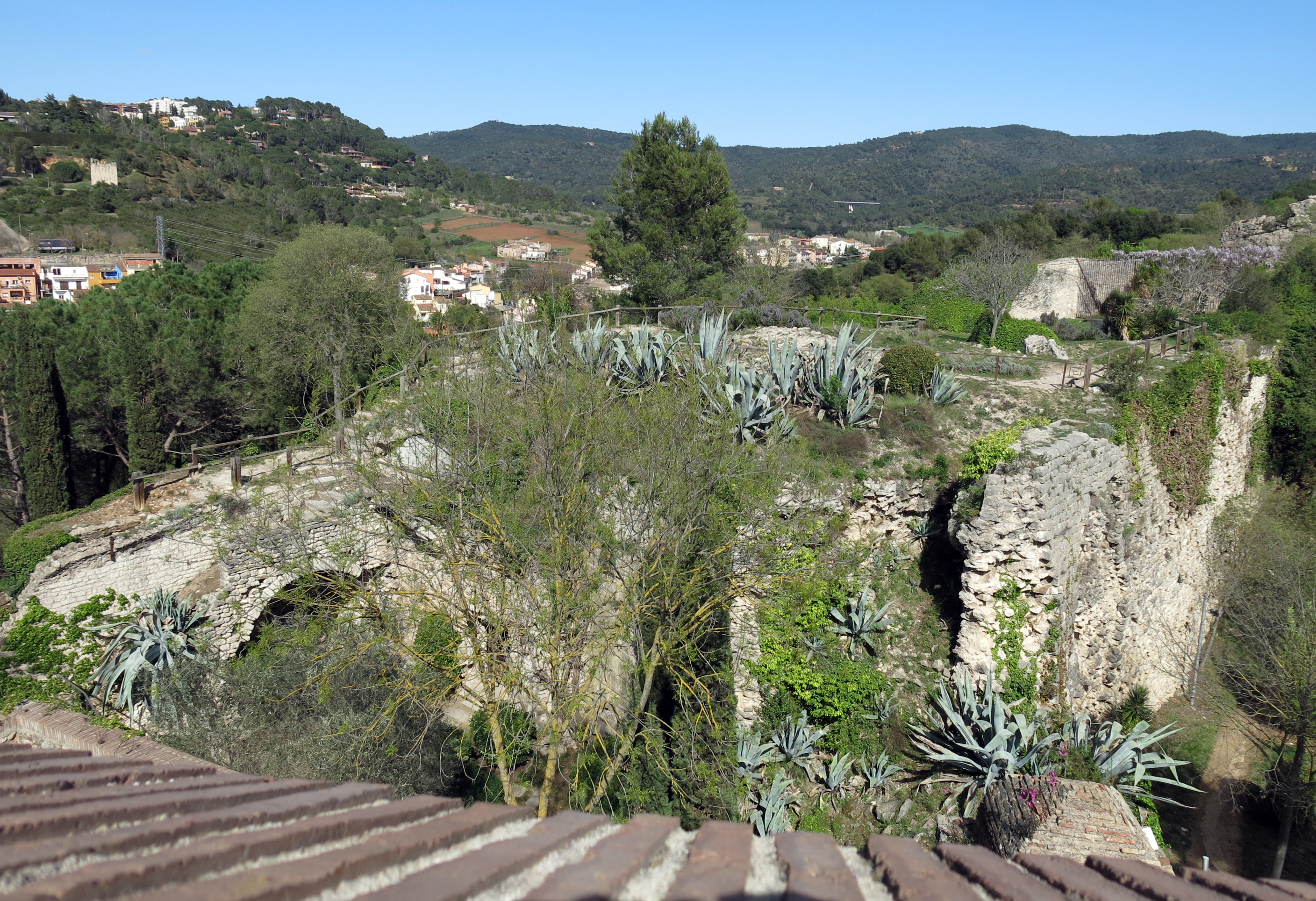
Restos de la torre Gironella desde la torre del Telègrafo

Restos de las murallas vora la torre Gironella

Portal de la Reina Joana, en los jardines de la caserna de los Alemanes, cerca de la antigua torre Gironella

La torre Gironella es una antigua fortaleza de la ciudad de Gerona, situada en el vértice y punto culminante de la Fuerza Vieja, a la derecha del Palacio Episcopal, detrás de la Catedral de Gerona. Es un edificio de la ciudad de Gerona, declarado Bien Cultural de Interés Nacional.

## Descripción
Es un grupo de ruinas de una torre localizada en la parte este de Gerona. Mezcla de diversas épocas: bases romanas, muros medievales y posteriores refuerzos y ampliaciones. Cabe destacar los restos bien visibles de una torre cuadrada romana, que se hunde bajo el terraplén. De la misma forma destaca la vuelta de cañón que se apoya sobre la torre romana. Queda el patio de acceso, con escaleras de piedra. En el patio se encuentra la puerta de Juana Enríquez.

## Historia
La Torre Gironella es el punto más alto de la muralla romana del Barrio Viejo de Gerona, y se creyó durante mucho tiempo que allí se había encontrado el primer núcleo habitado de la ciudad. Posiblemente fue un asentamiento ibérico, por los restos de cerámica íbera encontrados en la Torre del Telégrafo. Los restos románicos datan, aproximadamente, del siglo III, así como los restos de lo que se podría tratar de un acueducto. La Torre del Telégrafo también es de origen romano. Tradicionalmente, se cree que esta torre fue edificada por el legendario Gerión.
Se tiene constancia de su existencia desde el año 994. Hacia el año 1000, el conde Ramon Borrell III construyó la torre más hacia el este y creó el Castillo de Gironella, incluyendo las torres romanas dentro del recinto. En el año 1190 ya es nombrada en las crónicas oficiales con la consideración de castillo. En el año 1404, la torre se derrumbó sola. En el año 1411 se encargó a Francisco Borrassà la reedificacion de la torre, pero con un tamaño más pequeño. Por los hechos de la Guerra Civil Catalana de 1462, doña Juana Enríquez reforzó de nuevo el castillo. En el año 1814 las fuerzas napoleónicas lo hicieron volar.
El poeta y archivero gerundense, Jaime Marquès Casanovas (1906 - 1992) escribió un soneto sobre su historia:

Salve, vetusta torre, que te llaman Gironella! Antaño fuiste un símbolo de excelsa fortaleza. Nadie sabe tu origen y todos te creyeron tan antigua como héroe Gerión, de mítica virtud. Eres obra de romanos, que te hicieron una anilla que enlazara a un fuerte nunca vencido. Otros te ampliaron haciéndote una maravilla y en todas partes era citada tu altura y amplitud hasta que, cierto día fatídico, sucumbiste dejando a los gerundenses de pavor consternados. Más bien todos te rehicieron y de nuevo resistirías fortísimos enemigos en asedios y combates hasta que el gabacho, irado, echando fuego y chispas te rompió a trozos, deshechos o decantados
Jaime Marquès Casanovas